# Мухин, Юрий Николаевич
Юрий Никола́евич Му́хин (род. 1932, Москва, РСФСР, СССР) — советский музыкант-экспериментатор, первый электрогитарист на советской эстраде; композитор.

## Биография
Юрий Мухин – из семьи погибшего на фронте дирижёра духового оркестра.
В 1946 году, не зная нот, но обладая отменным слухом, он уже играл на привезённом из Германии трофейном аккордеоне.
Однажды Юрий услышал по радио композицию Леса Пола и был пленён звучанием электрогитары. Купив недорогую акустическую семиструнку, приладил к ней самодельный звукосниматель, а усилитель поместил в патефонный ящик. Таким образом Юрий Мухин стал первым электрогитаристом в СССР.
В 1947 году Юрий Мухин начал играть в составе различных ансамблей на студенческих вечерах.
В 1952 году окончил МИСиС (Московский институт стали и сплавов) по специальности «инженер-гидротехник» и сразу ушёл в оркестр Юрия Саульского.
В 1950-х записал свою первую авторскую композицию “Первые шаги”, применив при этом метод наложения четырёх гитарных партий, что по тем временам явилось подлинным новаторством (в СССР ещё не было многодорожечных магнитофонов). “Первые шаги” на протяжении нескольких десятилетий звучали в заставке популярнейшей воскресной радиопередачи “С добрым утром”.
Долгое время Юрий Мухин оставался в стране единственным электрогитаристом.
В конце 1950-х, расставшись с оркестром Ю. Саульского, Юрий Мухин начал работать самостоятельно и вскоре стал одним из самых востребованных сессионных гитаристов в стране. За годы работы на эстраде ему довелось выступать с Геленой Великановой, Марком Бернесом, Иосифом Кобзоном, Львом Лещенко, Людмилой Гурченко. Его гитару можно услышать в записях Анны Герман, Олега Анофриева. Он сотрудничал с цыганскими артистами Розой Джелакаевой и Петром Деметром, аккомпанировал Ляле Чёрной. Участвовал в съёмке клипа югославского певца Джордже Марьяновича.
В 1988 году гитарист выступил в Югославии в составе ансамбля «Джанг» под управлением Николая Эрденко.
Будучи востребованным аккомпаниатором, работавшим с главными эстрадными звёздами прошлых лет, Мухин не забывал и о сольном творчестве — композиции, в которых он выступил не только в качестве гитариста, но и как автор.
Многие годы имя Юрия Мухина пребывало как бы в тени. И только с выпуском фирмой "Мелодия" в 2005 году его сборника "The First Electroguitar In USSR" ("Первая электрогитара в СССР"), где представлены композиции, записанные ещё в самом начале 1960-х, о нём заговорили.
Юрий Мухин не стремился быть в центре внимания, был предан своему делу и прожил достойную жизнь творческого человека.

## Факты
- В 1978 году на “Первые шаги” был снят один из первых в нашей стране настоящих музыкальных видео-клипов. Если ранее клипы представляли собой съёмку концертного номера, то теперь получилось самостоятельное произведение, практически ни в чём не уступающее западным образцам. В кадре четыре Юрия Мухина играют каждый по одной из четырёх наложенных друг на друга гитарных партий[8].
- Уникальна композиция “Клён ты мой опавший”. Она записана методом наложения задолго до того, как в СССР появились многоканальные магнитофоны. Первую партию Юрий Мухин записал в студии на обычный монофонический студийный магнитофон (СТМ). Затем её с одной плёнки перезаписали на другую, попутно накладывая вторую партию. Все партии (а их шесть!) Мухин играл “в глухую”.

## Дискография
- 1969 – пластинка «Юрий Мухин. Электрогитара» (четыре пьесы).
- 1969 – фирмой «Мелодия» записан альбом «пляжной музыки» «От Паланги до Гурзуфа», куда вошли и две работы Юрия Мухина.
- 2005 – фирма «Мелодия» и компания «Снегири-Рекордс» выпустили сборник (компакт-диск) Юрия Мухина "The First Electroguitar In USSR" ("Первая электрогитара в СССР"). Сборник состоит как из собственных композиций («Юмореска», «Прогулка», «Первые шаги»), так и из композиций, в которых Юрий Мухин выступал в качестве аккомпаниатора[9][1].